# 東京応化工業
東京応化工業株式会社（とうきょうおうかこうぎょう、英: TOKYO OHKA KOGYO CO.,LTD.）は、半導体・プリント基板製造に用いるフォトレジスト（感光性樹脂）等の製造で世界トップシェア級を誇る日本の化学材料メーカーである。JPX日経インデックス400の構成銘柄の一つ。

## 沿革
- 1936年4月 創業者 向井繁正が東京市品川区に、東京応化研究所を設立。
- 1940年10月　東京応化工業株式会社に改組
- 1962年10月　プリント基板用フォトレジスト（TPRシリーズ）生産開始
- 1967年1月　神奈川県高座郡寒川町に相模工場（現・相模事業所）を開設
- 1968年3月　半導体用ネガ型フォトレジスト（OMRシリーズ）生産開始
- 1972年12月　国産初の半導体用ポジ型フォトレジスト（OFPRシリーズ）を開発
- 1986年7月　東証2部に上場
- 1990年9月　東証1部に指定替え
- 1991年12月　LCDカラーフィルター製造用顔料分散型ネガ型フォトレジスト（CFPRシリーズ）を開発
- 1995年10月　LCDカラーフィルターブラックマトリクス製造用顔料分散型ネガ型フォトレジスト（CFPR-BKシリーズ）を開発。
- 2000年8月　本社を現在地（旧 川崎工場跡地）に移転
- 2004年10月　長春応化（常熟）社を開設
- 2006年2月　最先端半導体製造用材料研究開発棟が完成（相模事業所）
- 2007年4月　FPD材料用研究開発棟が完成（相模事業所）
- 2012年8月　TOK尖端材料株式会社を韓国サムスン物産株式会社と合弁で設立
- 2014年11月　台湾東應化社銅鑼工場を開設
- 2018年9月　長春応化（常熟）社 上海分公司を開設
- 2021年1月　上海帝奥科電子科技有限公司を設立
- 2021年5月　TOKYO OHKA KOGYO CO., LTD. Europe Branchを設立

## 事業
- 半導体製造分野
- 半導体パッケージ・MEMS製造分野
- 3次元実装分野
- 液晶ディスプレイ製造分野
- 新規事業分野

## 国内拠点
- 本社：神奈川県川崎市
- 相模事業所：神奈川県高座郡寒川町
- 湘南事業所：神奈川県高座郡寒川町
- 郡山工場：福島県郡山市
- 宇都宮工場：栃木県宇都宮市
- 熊谷工場：埼玉県熊谷市
- 御殿場工場：静岡県御殿場市
- 阿蘇工場：熊本県阿蘇市

## 海外拠点
- TOKYO OHKA KOGYO AMERICA, INC. (USA)
- TOK TAIWAN CO., LTD. (TAIWAN)
- CHANG CHUN TOK (CHANGSHU) CO., LTD. (CHINA)
- TOK CHINA CO., LTD. (CHINA)
- TOK ADVANCED MATERIALS CO., LTD. (KOREA)

- TOKYO OHKA KOGYO CO., LTD. Singapore Office (SINGAPORE)
- TOKYO OHKA KOGYO CO., LTD. Europe Branch (NETHERLANDS)

## 事業
- 半導体製造分野
- 半導体パッケージ・MEMS製造分野
- 3次元実装分野
- 液晶ディスプレイ製造分野
- 新規事業分野